# Anna Humble
Anna Elisabet Humble, tidigare Gustin, född 17 oktober 1848 i Gottröra församling, död 3 februari 1951 i Rimbo församling, var en svensk rösträttsaktivist. Hon var verksam i kampanjen för införandet av kvinnlig rösträtt i Sverige, och ordförande för Föreningen för kvinnans politiska rösträtt i Norrtälje 1906–1913. 